# Municipalità locale di Renosterberg
Renosterberg è una municipalità locale (in inglese Renosterberg Local Municipality) appartenente alla municipalità distrettuale di Pixley ka Seme della Provincia del Capo Settentrionale in Sudafrica. 
In base al censimento del 2001 la sua popolazione è di 9.069 abitanti.
La sede amministrativa e legislativa è la città di Petrusville e il suo territorio si estende su una superficie di 5.527 km² ed è suddiviso in 4 circoscrizioni elettorali (wards). Il suo codice di distretto è NC075.

## Geografia fisica

### Confini
La municipalità locale di Renosterberg confina a nord e a ovest, con quella di Thembelihle, a nord e a est con quella di Letsemeng (Xhariep/Free State), a est e a sud con quella di Umsombomvu, a sud e a ovest con quella di Emthanjeni e a ovest con il District Management Areas NCDMA07.

### Città e comuni
- Keurtjieskloof
- Lukhanyisweni
- Phillipstown
- Petrusville
- Thembinkosi
- Vanderkloof

### Fiumi
- Hondeblaf
- Orange
- Rooiblomsloot

### Dighe
- Vanderkloof Dam (ex P.K. Le Roux Dam)